# Saropogon tiberiadis
Saropogon tiberiadis là một loài ruồi trong họ Asilidae. Saropogon tiberiadis được Theodor miêu tả năm 1980. Loài này phân bố ở vùng Cổ Bắc giới và châu Á.